# 雷謝爾山
47°43′19.86″N 11°37′28.24″E / 47.7221833°N 11.6245111°E

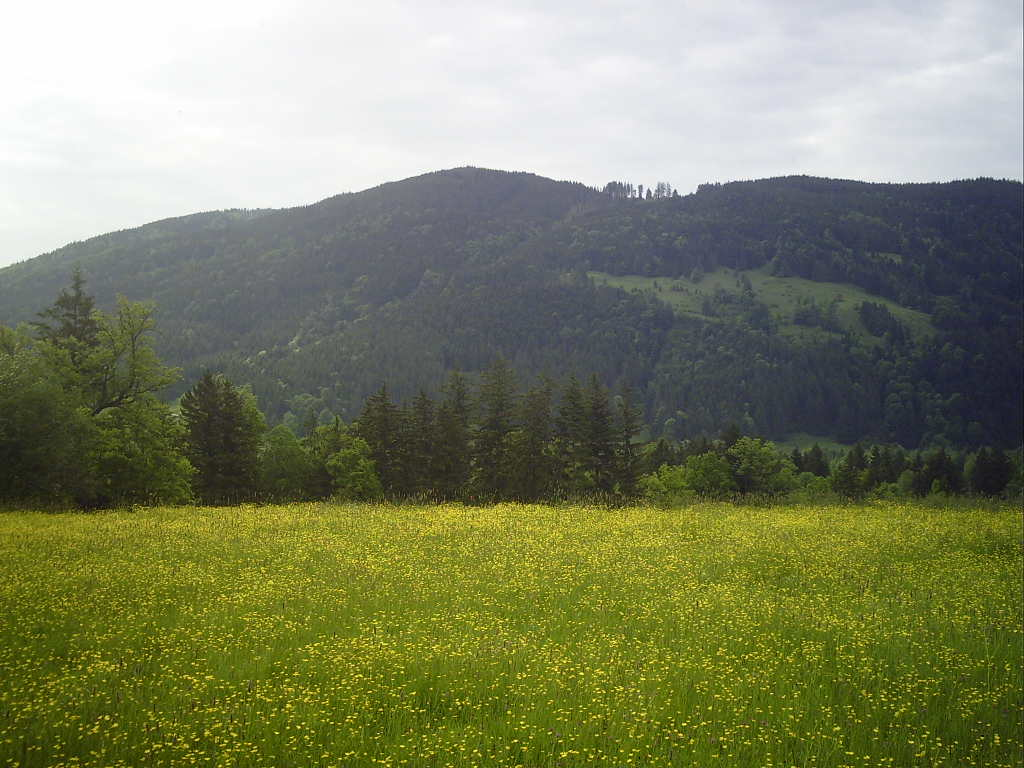

雷謝爾山（德語：Rechelkopf），是德國的山峰，位於該國東南部，由巴伐利亞負責管轄，屬於巴伐利亞前阿爾卑斯山脈的一部分，海拔高度1,330米，每年平均降雨量1,764毫米。